# Informationsstelle für Konsumkredit
Die schweizerische Informationsstelle für Konsumkredit (IKO) führt ein Informationssystem über Konsumkredite. Kreditgeberinnen, die dem Konsumkreditgesetz (KKG) unterstehen, sind zur Teilnahme und zu Meldungen gesetzlich verpflichtet. Die IKO gilt als Bundesorgan und untersteht der direkten Aufsicht des EJPD. Die betroffenen Kreditgeberinnen führen die IKO in dem 2002 gegründeten "Verein zur Führung einer Informationsstelle für Konsumkredit (IKO)".
Die IKO hat am 2. Januar 2003 ihren Betrieb aufgenommen. Der in der IKO verwaltete Datenbestand beschränkt sich strikt auf die gemäss KKG zu sammelnden Daten. Zugang zur IKO haben nur die Kreditgeberinnen i.S. von Art. 2 KKG und nur für KKG-relevante Zwecke. Die Liste der zugelassenen Kreditgeberinnen ist öffentlich zugänglich.
Inhalt, Umfang und Zugriffsberechtigungen der IKO-Datenbank sind in der Verordnung zum Konsumkreditgesetz (VKKG) abschliessend vorgegeben. 
Die IKO ist mit der Zentralstelle für Kreditinformation (ZEK) organisatorisch und personell eng verbunden. Die beiden Stellen sind jedoch rechtlich voneinander unabhängig.

## Inhalt, Umfang
Erfasst werden die Grunddaten der Konsumenten: Name, Vorname, Geburtsdatum (Tag, Monat, Jahr), Adresse (Strasse mit Hausnummer, Postleitzahl, Wohnort). Je nach Kreditart werden sodann erfasst: Kreditart, Vertragsbeginn, Anzahl Raten, Bruttobetrag des Kredits bzw. Höhe der Leasingverpflichtung, Vertragsende, Höhe der Tilgungs- bzw. Leasingraten, Verzugsmeldung, Datum der Verzugsmeldung. Nicht in der Verordnung vorgeschriebenen Daten (z. B. über charakterliche Eigenschaften des Konsumenten) dürfen in der IKO-Datenbank nicht erfasst werden.

## Selbstauskunft
Jede Person hat ein Auskunftsrecht betreffend über sie gespeicherte Daten gemäss den Bestimmungen des Datenschutzgesetzes. Die Auskunft ist in der Regel kostenlos.